# Moubray Bay
Die Moubray Bay ist eine Bucht an der Borchgrevink-Küste des ostantarktischen Viktorialands. Sie liegt zwischen Kap Roget am Südende der Adare-Halbinsel und Kap Hallett an der Nordspitze der Hallett-Halbinsel.
Der britische Polarforscher James Clark Ross entdeckte sie 1841 bei seiner Antarktisexpedition (1839–1843). Ross benannte die Bucht nach George Henry Moubray (1810–1887), diensthabender Verwalter auf dem Forschungsschiff Terror.